# 담양 연동사지 지장보살입상
담양 연동사지 지장보살입상(潭陽 煙洞寺址 地藏菩薩立像)은 대한민국 전라남도 담양군 금성면 금성리에 소재한 돌로 만들어진 지장보살입상이다. 1992년 11월 30일 전라남도의 문화재자료 제188호로 지정되었다.

## 개요
총 높이 2.67m의 고려시대의 입상이다. 방형석주형에 전후면을 약간 다듬어 머리부분을 조각하고 신체부분은 손모 습가 형식화된 옷주름이 나타날 뿐이다. 머리를 보면 정상부가 민머리로 되어 육계가 없는 소발이며 상호는 동글넓적하고 코는 납작하며 입은 작은 편이다. 귀는 길게 내려왔으며 목에는 삼도가 희미하게 보인다. 법의는 통견이나 지극히 간략화된 상태인데, 특히 양팔을 걸쳐 내려온 한 가닥의 법의 자락이 특징적이다. 몸체 하단은 땅속에 묻혀 자세한 면모를 파악할 수 없지만, 배면은 원통형의 기둥처럼 평평하게 처리하였고 약간 앞을 향해 고개를 숙인 모습이 역력하다. 가슴 하단에 장식된 띠매듭은 비교적 사실적인 표현을 보이고 있는데 이러한 양식은 통일신라시대부터 내려온 기법이다.
머리부분과 상호에 다소 사실적인 기법이 나타나고 있으나 신체부분으로 내려와서는 전혀 균형이 맞지 않은 간략화 현상을 보여주고 있다. 더구나 어깨의 움추린 듯한 모습, 고개가 짧고 경직된 채 앞으로 숙인 점 등은 이 석불의 조성연대를 어느 정도 짐작케 한다. 따라서 정상부에 육계가 없이 민머리로 처리한 것으로 보아 지장보살로 처리한 것으로 봄이 옳을 것 같으며 시대는 고려 하대로 추정된다.

## 참고 자료
- 담양 연동사지 지장보살입상 - 국가유산청 국가유산포털
- 이 문서에는 다음커뮤니케이션(현 카카오)에서 GFDL 또는 CC-SA 라이선스로 배포한 글로벌 세계대백과사전의 내용을 기초로 작성된 글이 포함되어 있습니다.

[[분류:담양군으이 문화재|연동사지 지장보살입상